# Malta (Idaho)
Malta è una città degli Stati Uniti d'America, situata nello Stato dell'Idaho, nella Contea di Cassia.